# TMA (aviation)
Pour les articles homonymes, voir TMA.

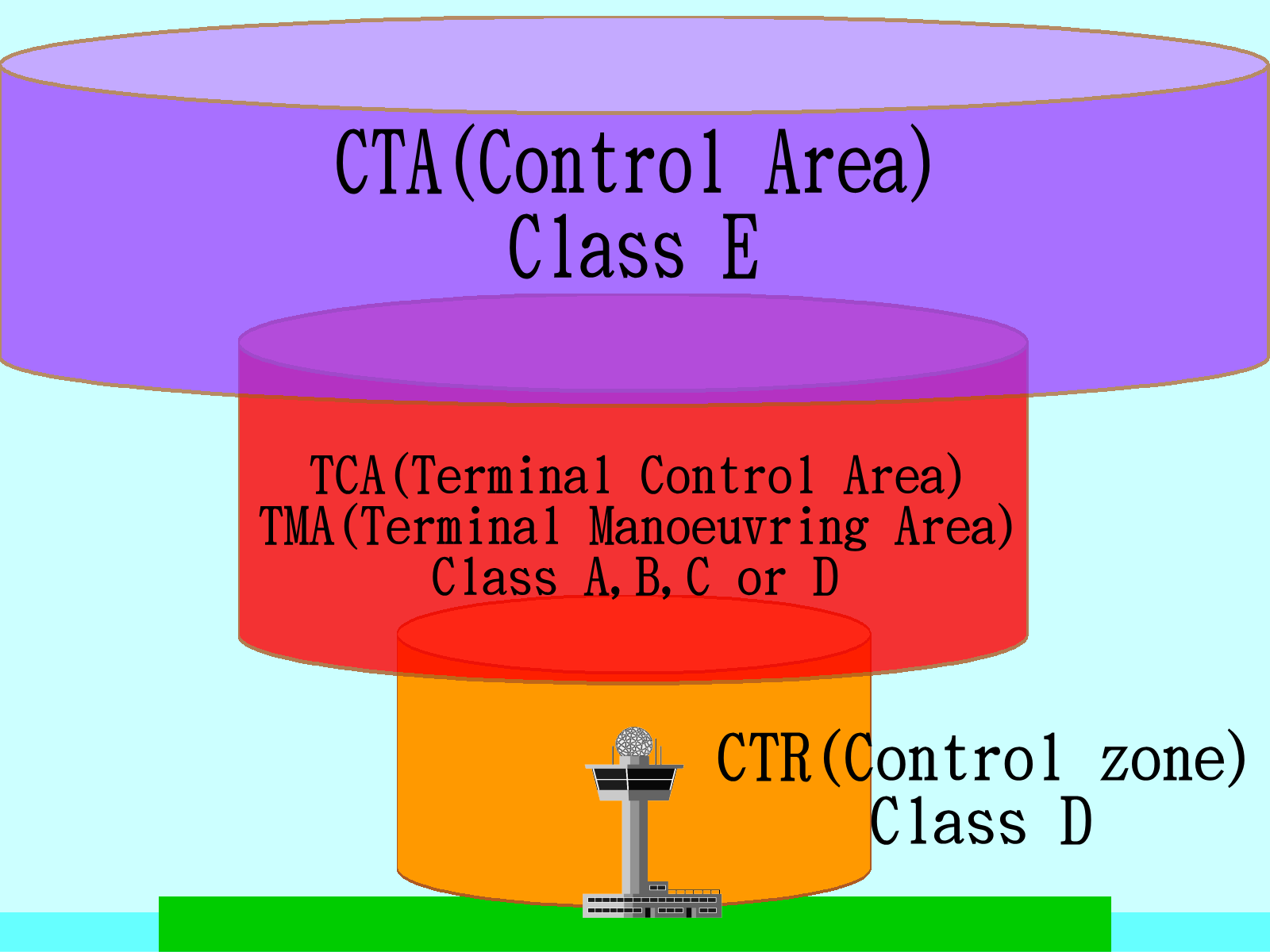
Schéma des zones de contrôle et classes d'espace aérien

Une TMA (terminal manoeuvring area : zone de manœuvre terminale — en Europe), ou TCA, (terminal control area - zone de contrôle terminale — en Amérique du Nord) est un espace aérien réglementé destiné à protéger les vols en approche ou au départ  d'un ou plusieurs aéroports. Cet espace est le plus souvent un espace de vol contrôlé. Il peut être de classe A, B, C, D ou E.
La plupart du temps situé au-dessus d'une ou de plusieurs CTR, leurs limites horizontales se situent au minimum à 700 pieds au-dessus du sol, quant au plafond celui-ci est très variable selon les zones.
En France, la plus grande partie de ces zones sont de classe D ou E, mais quelques TMA à très fort trafic IFR sont de classe C, voire A comme au-dessus de la région parisienne où la circulation est interdite aux vols VFR sauf dérogation. Leurs positions et limites horizontales sont publiées sur les cartes 1/500 000 et 1/1 000 000.